# Залит, Иван Петрович
Янис Залитис, или Иван Петрович Залит (латыш. Jānis Zālītis; 27 июля 1874, Венденский уезд — 9 декабря 1919, Рига), — латвийский и русский политик, адвокат, один из организаторов батальонов латышских стрелков. Первый военный министр Латвии. Депутат Государственной думы Российской империи. Посол Латвии в Скандинавских странах. Кавалер ордена Лачплесиса 3 степени.

## Биография
Родился 27 июля 1874 года в семье крестьянина-батрака в Сауснейской волости Венденского уезда Лифляндской губернии. Начальное образование получил в православной воскресной школе, затем посещал местную приходскую, а позднее православную духовную школу в Риге и обучался в Рижской духовной семинарии. Учился в Юрьевском (Дерптском) университете, окончил который в 1901 году.
После получения высшего образования начал работать помощником адвоката в Риге. С 1906 года сам стал адвокатом там же. Осенью 1912 года был избран депутатом 4-го созыва Государственной думы России.
Во время Первой мировой войны работал в Санкт-Петербурге, где материально помогал беженцам. В 1915 году вместе с другими депутатами 4-го созыва Думы организовал батальон латышских стрелков. Вместе с Янисом Голдманисом выпустил обращение к соотечественникам «Собирайтесь под латышскими флагами!».
С сентября 1917 года был членом Латышского временного пационального совета и представлял Латвию среди скандинавских стран. На сессии совета в январе 1918 года в Петрограде единственный не поддержал резолюцию по вопросу мира и международного положения Латвии.
В 1918 году он вернулся в Ригу, где участвовал в создании Народного совета, а также был делегатом от латвийской радикальной демократической партии, провозгласившей Латвийскую Республику. Работал в Народном совете. С 6 декабря 1918 по 19 июля 1919 года был министром обороны под началом председателя временного правительства Карлиса Ульманиса.
Умер 9 декабря 1919 года в Риге от пневмонии.  В 1924 году его перезахоронили на Братском кладбище в Риге. Посмертно за организацию вооруженных сил страны в чрезвычайно тяжелых условиях и участие в руководстве ими в решающие моменты 1919 года он был награждён орденом Лачплесиса 3 степени (в марте 1919 года он несколько раз посетил фронт в Венте, Слоке и Калнциеме, где своим присутствием на позициях поднял боевой дух солдат, способствуя тем самым первым победам латвийских вооруженных частей).

## Память
- В 1934 году именем Я. Залитиса названа одна из новых улиц в Риге[источник не указан 710 дней].